# Carl Johan Grimmark
Carl Johan Grimmark est un guitariste suédois, né à Göteborg le 14 octobre 1977. Il fait partie de plusieurs groupes influents de métal chrétien, dont Narnia (très influencé par Yngwie Malmsteen), Saviour Machine et Rob Rock.

## Biographie
Carl Johan Grimmark naît le 14 octobre 1977 à Göteborg en Suède. Il est élevé dans une famille de bons musiciens, et son intérêt pour la musique se développe très tôt. Il veut tout d'abord devenir batteur, mais ses parents refusent de lui acheter une batterie dix fois plus grosse que lui. Les années passent et à l'âge de 9 ans il "découvre" les vieilles guitares acoustiques de sa grand-mère. Sa sœur lui apprend quelques accords, et il tente du mieux qu'il peut d'imiter ses héros. N'ayant pas encore de guitare électrique, il s'en bricole une en introduisant un vieux casque audio dans la guitare acoustique et en branchant le câble à un amplificateur Regent de 30 watts. Réglé sur 10, l'ampli lui délivre sa toute première distorsion. Peu après, il reçoit de ses parents sa première guitare électrique, une Vester.
Il fait partie de plusieurs groupes entre la fin des années 1980 et le début des années 1990. Il rencontre notamment Christian Rivel et rejoint son groupe Modest Attraction pour un temps, jouant principalement du hard rock des années 1970. En 1996, il quitte Modest Attraction après avoir créé Narnia avec Christian Rivel. Depuis, il a également été impliqué dans d'autres groupes et projets comme Saviour Machine, Rob Rock et System Breakdown. Grimmark aussi a été invité à jouer de la guitare dans d'autres side-projects de Christian Rivel : Divinefire et Audiovision.
En 2006 il rejoint le groupe Beautiful Sin.
En 2007 il se lance dans un projet solo, qu'il intitule sobrement Grimmark et enregistre un premier album éponyme, où pour la première fois il chante.

### Style
La façon de jouer de Grimmark, surtout sur les premiers albums de Narnia, est souvent comparé au style metal néo-classique de Yngwie Malmsteen, et plus largement au genre neo-classique qu'il incorpore dans sa musique.
Il est le compositeur principal de Narnia, et a rédigé la plupart des paroles de l'album The Great Fall (2003). Il est également cité en tant que producteur sur plusieurs albums de Narnia.
Carl Johan Grimmark est devenu un guitariste reconnu dans le genre du hard rock chrétien, notamment pour son habileté technique impressionnante. En effet, il est par exemple cité pour avoir joué de tous les instruments sur le premier album de Narnia.

### Goûts musicaux
Carl Johan Grimmark écoute différentes sortes de musiques, mais n'écoute pas forcément tout ce qui passe sur les radios commerciales. Il apprécie entre autres Peter Gabriel, Black Sabbath, Jens et Anders Johansson, Dio, Marillion, Led Zeppelin, Deep Purple, Yngwie Malmsteen, Yes, Frank Zappa, Rainbow, Genesis, Metallica, Allan Holdsworth, Seal, Meshuggah, Jonas Hellborg, Iron Maiden, Neal Morse, et bien d'autres.
Les guitaristes qu'il admire sont notamment Yngwie Malmsteen évidemment mais aussi Ritchie Blackmore, Shawn Lane, John Norum, Allan Holdsworth, Joe Satriani, Gary Moore, Steve Howe, Mattias Eklundh, John Petrucci, Eddie Van Halen, Steve Morse.

## Discographie

### Narnia
- Awakening (1998)
- Long Live the King (1999)
- Desert Land (2001)
- The Great Fall (2003)
- At Short Notice… Live in Germany (2006)
- Enter the Gate (2006)
- Decade of Confession (2007)

### Saviour Machine
- Legend Part III:I (2001)
- Live in Deutschland (2002)
- Rarities/Revelations (2006)
- Legend Part III:II (TBA)

### Divers
- Guitar Odyssey: Tribute to Yngwie Malmsteen (2001)
- Return to Fantasy: A Tribute to Uriah Heep (2003)

### Sanctifica
- Negative B (2002)

### Rob Rock
- Eyes of Eternity (2003)
- Holy Hell (2005)
- Garden of Chaos (2007)

### Locomotive Breath
- Train of Events (2003)

### System Breakdown
- 102 (2003)

### Divinefire
- Glory Thy Name (2004)
- Hero (2005)
- Into a New Dimension (2006)

### Audiovision
- The Calling (2005)

### Flagship
- Maiden Voyage (2005)

### Planet Alliance
- Planet Alliance (2006)

### Deep Effect
- Deep Effect

### Grimmark
- Grimmark (2007)

## Matériel

### Guitares
- Caparison Angelus Custom (2000)
- Caparison Angelus (2001)
- Caparison TAT II (2007)
- Caparison Dellinger II (2007)

### Amplificateurs
- Mesa/Boogie Road King
- Mesa/Boogie Dual Rectifier
- Mesa/Boogie MKIV
- Mesa/Boogie Rectifier Standard and Stiletto Traditional cabinets

### Autres
- Cordes John Pearse 009-046
- Plectre Lundgren M6
- Maxon OD808 Overdrive